# (1106) Cydonia
(1106) Cydonia ist ein Asteroid des Hauptgürtels, der am 5. Februar 1929 vom deutschen Astronomen Karl Wilhelm Reinmuth in Heidelberg entdeckt wurde.
Der Asteroid ist nach der Pflanzengattung der Quitten benannt.